# الزراعة في بوتان

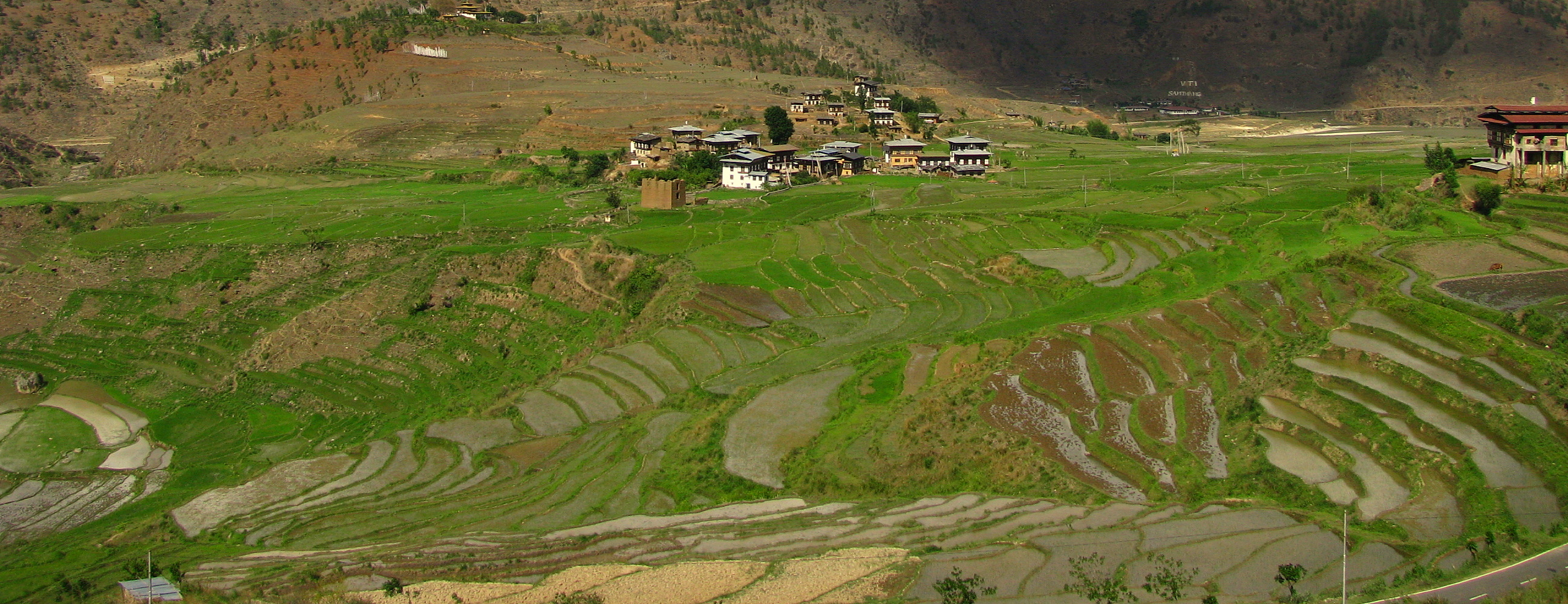

للزراعة دور مهيمن في اقتصاد بوتان، في عام 2000، شكلت الزراعة 35.9% من الناتج المحلي الإجمالي للدولة. إذ انخفضت حصة القطاع الزراعي في الناتج المحلي الإجمالي من حوالي 55% في عام 1985 إلى 33% في عام 2003. وعلى الرغم من ذلك ، تظل الزراعة المصدر الرئيسي لكسب الرزق لغالبية السكان.
يعمل ما يقارب من 80٪ من سكان بوتان في الزراعة و أكثر من 95٪ من النساء العاملات في البلاد يعملن في القطاع الزراعي كما يعمل غالبية اللاجئين في هذه الدولة الواقعة في جبال الهيمالايا أيضًا في القطاع الزراعي. حيث تتميز الزراعة في بوتان بطبيعتها (كثافة عالية من العمالة مع كثافة منخفضة نسبيًا لمدخلات المزارع كما يُعتبر معظم الفلاحين في البلاد صغار وهامشيون.
من بين الأراضي الزراعية في بوتان ، ما يقدر بنحو 21٪ هي أراضٍ رطبة (مروية) ، وحوالي 43٪ أراضي جافة (بعلية) ، وحوالي 27٪ تستخدم للزراعة المتنقلة ، وحوالي 3٪ تستخدم للبساتين و 1٪ بساتين صغيرة (kitchen garden).
المحاصيل الرئيسية المزروعة في بوتان هي الذرة والأرز إذ تُمثل الذرة 49٪ من إجمالي زراعة الحبوب المحلية ، ويشكل الأرز 43٪ . لكن الأرز هو المحصول الرئيسي في تلك المناطق التي يتوفر فيها الري المناسب كما تشمل الزراعة في البلاد زراعة القمح ومحاصيل الحبوب الثانوية الأخرى بصرف النظر عن الأرز مثل القمح والشعير والبذور الزيتية والبطاطس والخضروات المختلفة . و تُزرع الذرة بشكل رئيسي في مناطق الأراضي الجافة على ارتفاعات منخفضة. وتشكل الغابات مصدر لعلف الماشية والمواد العضوية لغرض تنمية الخصوبة كما أنها مسؤولة أيضًا عن تنظيم توافر المياه للأغراض الزراعية .
تتمثل الأهداف الأساسية للزراعة في بوتان في زيادة الدخل الفردي للأشخاص الذين يعيشون في المناطق الريفية ، وتعزيز الاكتفاء الذاتي من المحاصيل الأساسية ، وزيادة الإنتاجية لكل من العمل الزراعي والأراضي الزراعية. ولكن الزراعة تتعرقل بسبب مشكلة الري ، والتضاريس الوعرة ، وسوء نوعية التربة ، ومحدودية الأراضي الصالحة للزراعة. بالمقابل يوجد العديد من العوامل الأخرى ساهمت في تطوير الزراعة. وتشمل هذه العوامل تحسين جودة بذور الحبوب المختلفة ، والبذور الزيتية ، وبذور الخضروات ، واستخدام الأسمدة وتوفر خبراء الزراعة المدربين.
شهد القطاع الزراعي تطوراً لا سيما في المشاريع التالية:
- مشروع تطوير وادي بارو .
- مشروع تطوير Geylegphug (منطقة تقع في بوتان ) .
- مشروع تنمية وادي Punakha-Wangdi .
- مشروع تطوير منطقة تاشيغانغ - مونغار
- مشروع تطوير ري تلة شيرانج.

زاد إنتاج المحاصيل النقدية مثل التفاح والبرتقال والهيل وأصبح مربحًا. في العديد من المناطق يتم استبدال الزراعة المتنقلة بزراعة البساتين يتوقع الأكاديميون أن هذا سيزيد من زراعة المحاصيل النقدية.
و في عام 2013 ، أعلنت الحكومة أن بوتان ستصبح أول دولة في العالم تتمتع بنسبة 100٪ من الزراعة العضوية وبدأت ببرنامجًا للتأهيل. يتم دعم هذا البرنامج من قبل الاتحاد الدولي لحركات الزراعة العضوية (IFOAM).

## روابط خارجية
- الموقع الرسمي لوزارة الزراعة ، بوتان Official website of the Ministry of Agriculture, Bhutan .